# Курманаєво (Аургазинський район)
Курмана́єво (рос. Курманаєво, башк. Ҡорманай) — присілок у складі Аургазинського району Башкортостану, Росія. Входить до складу Уршацької сільської ради.
Населення — 306 осіб (2010; 324 в 2002).
Національний склад:
- татари — 96%